# Lukáš Rousek
Lukáš Rousek (Ostrov (Karlovy Vary), 20 aprile 1999) è un hockeista su ghiaccio ceco, dell'Rochester Americans. Nel 2023 ha fatto debutto in NHL con i Buffalo Sabres.